# Thomas Litz
Thomas Litz (Allentown, 14 marzo 1945) è un ex pattinatore artistico su ghiaccio statunitense, specializzato nel singolo.

## Palmarès
| Internazionali                      | Internazionali | Internazionali | Internazionali | Internazionali |
| Evento                              | 1961           | 1962           | 1963           | 1964           |
| ----------------------------------- | -------------- | -------------- | -------------- | -------------- |
| Giochi olimpici invernali           |                |                |                | 6°             |
| Campionati mondiali                 |                |                | R              | 6°             |
| North American Championships        |                |                | 2°             |                |
| Nazionali                           |                |                |                |                |
| Campionati statunitensi             | 6° J           | 1° J           | 1°             | 2°             |
| J = Categoria junior ; R = Ritirato |                |                |                |                |